# كأس ديفيز 2020
قالب:Davis Cup season
كأس ديفيز 2020 سيكون النسخة 109 من كأس ديفيز وهي بطولة للفرق الوطنية في التنس للرجال برعاية راكوتن.

## وصلات خارجية
- Official website